# Baloteasca, Argeș
Baloteasca este un sat în comuna Leordeni din județul Argeș, Muntenia, România.